# Olivier Hamal
Pour les articles homonymes, voir Hamal.
Olivier C.B. Hamal (Liège le 30 juillet 1959) est un homme politique belge de langue française. Député fédéral pour le parti du Mouvement réformateur depuis le 28 juin 2007. En 2011, il démissionne de son poste de conseiller communal liégeois et quitte le Mouvement Réformateur.

## Mandats politiques
- de 1987 à 1992 : attaché parlementaire de Janine Delruelle
- de 1989 à 1997 : conseiller communal de Liège ; où il est réélu en octobre 2006.
- de 1991 à 1997 : conseiller provincial de Liège ;
- de 1997 à 2006 : député permanent de la province de Liège chargé des Affaires sociales et des Établissements hospitaliers provinciaux ;
- de 2006 à 2011 : conseiller communal de Liège ;
- du 10 juin 2007 : député fédéral

## Autres activités
- Président de la Fédération du Tourisme de la Province de Liège de 2000 à 2006.
- Président National du Syndicat National des Propriétaires et des Copropriétaires (SNPC-NEMS)
- Membre du comité de rédaction du Cri
- Avocat